# Куртич, Збигнев
Збигнев Куртич (пол. Zbigniew Kurtycz, 16 мая 1919, Львов — 30 января 2015, Варшава) — польский певец, гитарист и композитор.

## Биография
Збигнев Куртич родился в семье Мечислава Куртича — дирижера львовского оркестра мандолиниста «Hejnał». Сначала его отец дал ему уроки на скрипке, но его главный инструмент был гитара. Он выступал во многих музыкальных групп.
С 1966 года он выступал в дуэте со своей женой Барбара Дунин. Он сотрудничал с Польским радио, записал несколько альбомов, выступал за рубежом.
Похороны Збигнева Куртича состоялись 5 февраля 2015 года в Варшаве.

## Почетные звания, награды и отличия
- Рыцарский крест Орден Возрождения Польши (1999)
- Золотой Крест за заслуги (1979)
- Бронзовый Крест за заслуги (1971)
- Золотая медаль «Глория Артис» (2007)[2]
- Знак Почета «Заслуженный культуры Активист» (1977)
- Польский Эстрада художественной премии «Прометей» (1995)
- Различие министр культуры и национального наследия (2006 г.)
- Различие «Золотые листья Ретро» (совместно с женой, 2006)[3]